# Johan Olof Lundberg
Johan Olof Lundberg, född 17 november 1839 i Stockholm, död 18 juli 1900 i Bruzaholm, Ingatorps socken, var en svensk ingenjör, brukspatron och uppfinnare.
Johan Olof Lundberg genomgick Svenska slöjdföreningens skola 1855–1856 och 1856–1857 samt avlade examen vid Kungliga Teknologiska Institutet 1857. Han blev praktikant i Smedjebacken 1860 och var praktikant vid Motala verkstad 1861–1863. Lundberg blev ingenjör och inspektor vid Norbergs Järnväg, stationerad i Kärrgruvan 1865 och anställdes vid Ystad–Eslövs Järnvägs AB 1872. Under denna tid började han syssla med egna uppfinningar och fick 1876 patent på pumpar, som han sålde i Stockholm genom AB Julius Slöör i Stockholm och genom Groth & Co i Kristiania. Som hans uppfinningsverksamhet tog allt mer av hans tid tvingades han 1880 ta avsked från sin anställning vid järnvägen. Han hade tillfälligt anställning vid Palmcrantzska Kulsprutefabriken och var 1881 anställd vid Atlas Verkstäder i Stockholm. Nyåret 1883 övertog han som arrendator Bruzaholms bruk, i samband med att bruket styckades upp och försåldes 1888 köpte Lundberg den industriella verksamheten vid bruket. Under sin tid som ledare av bruket kom verksamheten att inriktas mot produktion av pumpar enligt Lundbergs patent.